# المغاربة (رواية)
المغاربة هي رواية للكاتب المغربي عبد الكريم جويطي. صدرت الرواية لأوّل مرة عام 2016 عن المركز الثقافي العربي في الدار البيضاء. ودخلت في القائمة الطويلة للجائزة العالمية للرواية العربية لعام 2017، المعروفة باسم «جائزة بوكر العربية». وكانت موضوع أبحاث ودراسات.

## نبدة
يروي الكاتب المغربي «عبد الكريم جويطي» في هذه الرواية حكاية «محمد الغافقي»، بطلها وشخصيتها المحورية، لترصد علاقة الأخير بجده الباشا، وشقيقه العسكري، وإصابته بالعمى، وتعلقه بخادمة الجيران، ثم قصة السمسار الذي غدر به وخانه بأخذ زوجته منه. وفي خضم الحكاية الرئيسية، تدور حكايات تتداخل بحكاية البطل «محمد الغافقي»، الضرير، ومنها حكاية جده الباشا، وحكاية مقبرة الجماجم، وحكايات أخرى لها وظائفها ومضامينها وامتداداتها وتشابك خيوطها الاجتماعية والسياسية.

## فضاء الأحداث
مدينة بنيي ملال (القصبة، تمكنونت، ساحة المسيرة)

## الشخصيات
- محمد الغافقي، أهم شخصية مشاركة في الأحداث، أصيب بالعمى في سن مبكرة، مما يجعل عملية وصفه للأحداث، تنبني على الحدس
- الباشا جد محمد الغافقي
- شقيق محمد الغافقي
- خادمة الجيران.

## مصطلحات محلية ذكرت في الرواية
سلة القصب، قباب قصبية، السواك والحرقوس، إينور، القطران، السفنج والشواء، الحناء والسباني، أحيدوس وخبط الدفوف، الزلافة المليئة بالحناء، قبطة نعناع، مشاكة، العزافة، مريميدة، الدشيش، الريدو

## الموضوعات
- العمى الرمزي
- السلطة أو المخزن[10]
- القمع السياسي[11]
- العنف[12]
- التاريخ[13]
- كرة القدم

## الاستقبال والنقد
قال عن الرواية الباحث عز الدين علام «عبر نثر سخي وشاعري تعتصره المرارة، تلاحق الرواية بؤس هذا العمى الذي يعيشه الجميع، ويجعل من حياتهم مسرحية رديئة، تتلاهى بها قوى تمسك البلد في قبضتها، وتجعله يعيش ماضيه بإفراط، حتى الثمالة»
كما تجسد الراوية حسب الباحثة فاطمة الزهراء الفاضلي، آليات جديدة في التعامل الفني مع الزمن و التاريخ، وفق منظور يتماشى مع وعي النص بملابسات الحقب التاريخية التي عرفها المغرب
قال عبد الغني عمراني: «رواية «المغاربة» التي أعادت جمهور القراء المغاربة إلى متابعة الأدب المغربي بعد نفور طويل من قراءته، فقد نفذت طبعات هذه الرواية المتعددة في وقت قياسي، وهو أمر غير معتاد، وهو دليل آخر على تفرد وموهبة الكاتب»
قال سعيد الفلاق: «الرواية غنية جداً بالتناصات التاريخية والأدبية والدينية، وحضور الشخصية القارئة التي تنهل من المعارف والفنون المتنوعة»

## كتب وكتاب مذكورون في الرواية
شكسبير، هوراشيو، ديدر، السياب، طه حسين، نجيب محفوظ، الوهراني، كافان ماكسويل وكتابه «الكلاوي آخر سادة الأطلس» عبد الواحد المراكشي وكتابه «المعجب في تلخيص تاريخ المغرب» عبد الواحد بن زيدان وكتابه «إتحاف أعلام الناس»